# Charles Precourt
Charles Joseph Precourt (Waltham, 29 juni 1955) is een voormalig Amerikaans ruimtevaarder. Precourt zijn eerste ruimtevlucht was STS-55 met de spaceshuttle Columbia en vond plaats op 26 april 1993. Tijdens de missie werd onderzoek gedaan in de Spacelab module.
Precourt maakte deel uit van NASA Astronaut Group 13. Deze groep van 23 astronauten begon hun training in januari 1990 en werden in juli 1991 astronaut. In totaal heeft Precourt vier ruimtevluchten op zijn naam staan, waaronder meerdere missies naar het Russische ruimtestation Mir. In 2005 verliet hij NASA en ging hij als astronaut met pensioen.